# Gueule chauve
Gueule chauve (titre original Bald-Face) est une nouvelle de Jack London publiée aux États-Unis en 1901.

## Éditions

### Éditions en anglais
- Bald-Face, dans le périodique The Aegis, septembre 1901.
- Bald-Face, dans le recueil Dutch Courage and Other Stories, New York ,McClure, Phillips & Co., 1922

### Traductions en français
- Gueule chauve, traduction de Louis Postif, in L'Appel de la forêt et autres histoires du pays de l’or, recueil, 10/18, 1973.
- Face Glabre, traduction de Jacques Parsons, in Souvenirs et aventures du pays de l'or, recueil, 10/18, 1975.
- Gueule chauve, traduction de Gérard Militon, in Le Canyon en or massif , recueil, Larousse, 1989.
- Gueule chauve, traduction de Louis Postif, in Histoires du pays de l'or, recueil, Atlas, 1993.

## Sources
- http://www.jack-london.fr/bibliographie